# Entidad Colaboradora de Adopción Internacional
Las ECAIs (Entidad Colaboradora de Adopción Internacional) son entidades privadas, acreditadas por la administración, que se ocupan de la legalización y el envío de un expediente de adopción. Los procesos de adopción son extremadamente complejos, por eso, aunque existe una vía exclusivamente pública de llevarlos a cabo, las familias generalmente requieren de los servicios de ECAIs, las cuales tienen tarifas variables que pueden oscilar entre los 2000 y los 6000 euros.
- Datos: Q5834277